# Baldomero Aguinaldo
Baldomero Aguinaldo (Kawit, 27 februari 1869 - Manilla, 4 februari 1915) was een Filipijns onafhankelijkheidsstrijder en een generaal in de Filipijnse Revolutie. Aguinaldo was een neef van Emilio Aguinaldo, een van de belangrijkste leiders van de Filipijnse Revolutie en eerste president van de Filipijnen.

## Biografie
Baldomero Aguinaldo werd geboren op 29 augustus 1863 in Kawit in de Filipijnse provincie Cavite. Hij was het vierde van acht kinderen van Cipriano Aguinaldo en Silveria Baloy. Aguinaldo volgde onderwijs aan een privéschool in San Roque in Cavite City. nadien vervolgde hij zijn opleiding aan Ateneo Municipal, het tegenwoordige Ateneo de Manila University. Later voltooide Aquinaldo een rechtenstudie aan de University of Santo Tomas, maar slaagde uiteindelijk niet voor het toelatingsexamen voor de Filipijnse balie. Terug in zijn geboorteplaats Kawit werd Aquinaldo aangesteld als Justice of Peace (lokale rechter). 
Ten tijde van de uitbraak van de Filipijnse Revolutie was Aguinaldo betrokken bij de Katipunan. Hij was president van de Revolutionaire Raad van de Magdolo-factie van de Katipunan. In november 1987 was Aguinaldo een van de ondertekenaars van het Pact van Biak-na-Bato. Aansluitend vertrok hij samen met zijn neef Emilio Aguinaldo en andere leiders van de Filipijnse Revolutie in ballingschap naar Hongkong. In 1989 werd hij benoemd tot Minister van Oorlog en publieke Werken in de Revolutionaire regering van Emilio Aguinaldo. Na de uitbraak van de Filipijns-Amerikaanse Oorlog in 1899 werd Aguinaldo aangesteld als opperbevelhebber van het opstandelingenleger in Zuid-Luzon.
Na de oorlog was Aquinaldo nog actief als president van de Filipijnse veteranenorganisatie.
Aguinaldo overleed in 1915 op 45-jarige leeftijd aan hartfalen en werd begraven in het Mausoleum voor Veteranen van de Filipijnse Revolutie op Manila North Cemetery. Hij was getrouwd met Petrona Reyes en kreeg met haar twee kinderen: Leonor en Aureliano. Een zoon van zijn dochter Leonor Aquinaldo, Cesar Virata was minister van Financiën en minister-president tijdens het bewind van president Ferdinand Marcos.